# Stanisław Szabelski
Stanisław Szabelski (ur. 28 lipca 1873 w Częstochowie, zm. 8 kwietnia 1955 w Łodzi) – polski duchowny rzymskokatolicki, tajny szambelan papieski, prałat archidiakon Katedralnej Kapituły Łódzkiej, działacz społeczny.

## Życiorys
Szabelski był synem Ludwika Szabelskiego – aptekarza i farmaceuty, żołnierza wojny rosyjsko-tureckiej w latach 1877–1978, oraz Emilii z domu Konatowicz. Ukończył gimnazjum oraz szkołę realną w Kaliszu, a następnie Seminarium Duchowne we Włocławku, otrzymując święcenia kapłańskie 19 kwietnia 1896 w katedrze włocławskiej z rąk biskupa Aleksandra Bereśniewicza. Następnie uczył religii w zakładzie wychowawczym na Mokotowie. Później pełnił posługę w parafii w Klonowej w powiecie sieradzkim i w Kraszewicach w powiecie wieluńskim.
W 1897 po zdaniu egzaminu z języka rosyjskiego został wikariuszem parafii św. Jakuba w Piotrkowie, a także prefektem szkół powszechnych i szkoły wiejskiej w Majkowie w powiecie piotrkowskim. W 1900 został prefektem pensji żeńskiej Henryki Domańskiej i kapelanem więziennym. W 1906 został prefektem w gimnazjum żeńskim Domańskiej i gimnazjum męskim Narcyza Jacobsona.
Szabelski jednocześnie realizował się, publikując wiesze w piotrkowskich tygodnikach: „Tydzień” (1903–1905) oraz w „Ziemi Piotrkowskiej” (1907) oraz w miesięczniku „Wiadomości Pasterskie”, a także ponadto w warszawskim tygodniku „Przegląd Katolicki” i włocławskiej „Kronice Diecezji Kujawsko-Kaliskiej”.
Szabelski był organizatorem pierwszej w Królestwie Polskim pielgrzymki uczniów na Jasną Górę w okresie 1906-1910 (dokładna data nie jest znana). Pełniąc urząd sekretarza Związku Katolickiego w Piotrkowie zorganizował w grudniu 1908 obchody 50-lecia święceń kapłańskich Piusa X. Był również członkiem komisji rewizyjnej piotrkowskiego oddziału Polskiego Towarzystwa Krajoznawczego, a także sekcji pedagogicznej Stowarzyszenia Nauczycielstwa Polskiego i zastępcą członka zarządu Towarzystwa Pomocy Szkolnej. Od 1910 był współtwórcą i redaktorem „Kroniki Piotrkowskiej”, w której publikował pod pseudonimem Stanisza.
W październiku 1913 został proboszczem w Rozprzy, w której w 1914 zainicjował budowę nowego kościoła katolickiego. W trakcie I wojny światowej zaangażował się w działalność Komitetu Obywatelskiego w Rozprzy, w ramach którego kierował sekcją ekonomiczną, żywnościową i pracy. Był twórcą darmowej kuchni, organizatorem straży samopomocy, a także wspierał rodziny rezerwistów powołanych do armii rosyjskiej, a także organizował szkoły powszechne.
W 1917 został dziekanem dekanatu Gorzkowice, zostając w tym samym roku kanonikiem honorowym kolegiaty kaliskiej. W 1918 został przeniesiony do Konina, gdzie był prepozytem parafii i dziekanem dekanatu konińskiego. W tym samym roku został prezesem Rady Opiekuńczej Okręgowej Konińsko-Słupeckiej, a po odzyskaniu przez Polskę niepodległości został dyrektorem Szkoły Handlowej w Koninie, przekształconej przez niego w 1919 w Gimnazjum Humanistyczne. W Koninie zasiadał również w sejmiku powiatowym i był przez 2 kadencje radnym Rady Miejskiej w Koninie. Założył również Stowarzyszenie Robotników Chrześcijańskich w Koninie oraz został prezesem Polsko-Amerykańskiego Komitetu Pomocy Dzieciom i Towarzystwa Dobroczynności, a także wiceprezesem Powiatowej Rady Szkolnej. W 1921 został współzałożycielem „Głosu Konińskiego”. W 1923 otrzymał honorowe obywatelstwo Konina.
W 1922 został prepozytem, a następnie od 1925 proboszczem parafii św. Jacka w Piotrkowie. W 1925 został wybrany z listy Bloku Gospodarczego do Rady Miejskiej w Piotrkowie. W 1926 został proboszczem parafii św. Jakuba w Piotrkowie oraz dziekanem dekanatu piotrkowskiego oraz przedstawicielem kościoła w Radzie Szkolnej powiatu piotrkowskiego, z czasem zostając jej przewodniczącym. W Piotrkowie działał także jako wizytator szkół oraz prezes piotrkowskiego Polskiego Białego Krzyża i działacz Macierzy Szkolnej. W styczniu 1927 został mianowany tajnym szambelanem papieskim. W 1928 został ponownie wybrany o Rady Miejskiej w Piotrkowie, z listy Narodowego Komitetu Wyborczego. W 1929 zorganizował Kongres Eucharystyczny Ziemi Piotrkowskiej.
W 1932 został tymczasowym kapelanem wojskowym w Łodzi i kanonikiem gremialnym Katedralnej Kapituły Łódzkiej. Od 1932 działał także jako redaktor naczelny tygodnika „Słowo Katolickie”, dyrektor bursy przy Seminarium Duchownym w Łodzi oraz i spowiednik Zgromadzenia Sióstr Urszulanek. W 1936 został prowizorem Seminarium Duchownego w sprawach gospodarczych oraz członkiem Diecezjalnej Rady Administracyjnej Mienia Kościelnego. W 1938 został sędzią prosynodalnym Sądu Biskupiego. Po zajęciu Łodzi przez Niemców, w trakcie II wojny światowej, 8 września 1939 został aresztowany i osadzony w więzieniu przy ul. Sterlinga 16 w Łodzi, a po 2 dniach przeniesiony do obozu przejściowego na Radogoszczu, z którego zwolniono go po kilku tygodniach. Szabelskiego ponownie aresztowano w maju 1941 i wraz z ordynariuszem łódzkim biskupem Włodzimierzem Jasińskim oraz biskupem sufraganem Kazimierzem Tomczakiem wywieziono do Szczawina, a następnie w sierpniu 1941 do klasztoru Reformatów w Bieczu, z którego zwolniono go w listopadzie 1944. Po uwolnieniu Szabelski zamieszkał w Piotrkowie u rodziny Braulińskich. Po wyzwoleniu spod okupacji przeniósł się do Łodzi, gdzie w latach 1945–1950 był proboszczem parafii św. Franciszka z Asyżu. Dzięki jego inicjatywie odnowiono kościół, który podczas wojny pełnił funkcję magazynu. W 1946 został prałatem scholastykiem, a w 1951 prałatem archidiakonem Katedralnej Kapituły Łódzkiej.
Zmarł 8 kwietnia 1955 w Łodzi, gdzie został pochowany w części rzymskokatolickiej Starego Cmentarza.
Po śmierci został upamiętniony tablicą pamiątkową w kościele św. Jacka i św. Doroty w Piotrkowie Trybunalskim.

## Publikacje
- Starożytne miasto Piotrków (1909, współautor: Wincentu Konarzewski)
- Wspomnienia z pracy pedagogicznej na terenie Konina (brak roku wydania, Konin)[1]